# Saveh
Saveh of Savah is een stad in de provincie Markazī in Iran. De stad bevindt zich ongeveer 100 km ten zuidwesten van Teheran, op zo'n 1000m boven zeeniveau. De bevolking bedraagt 220,762 personen (2016).

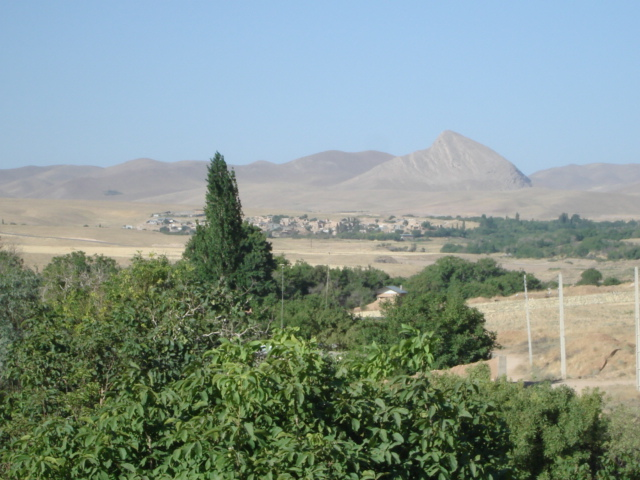
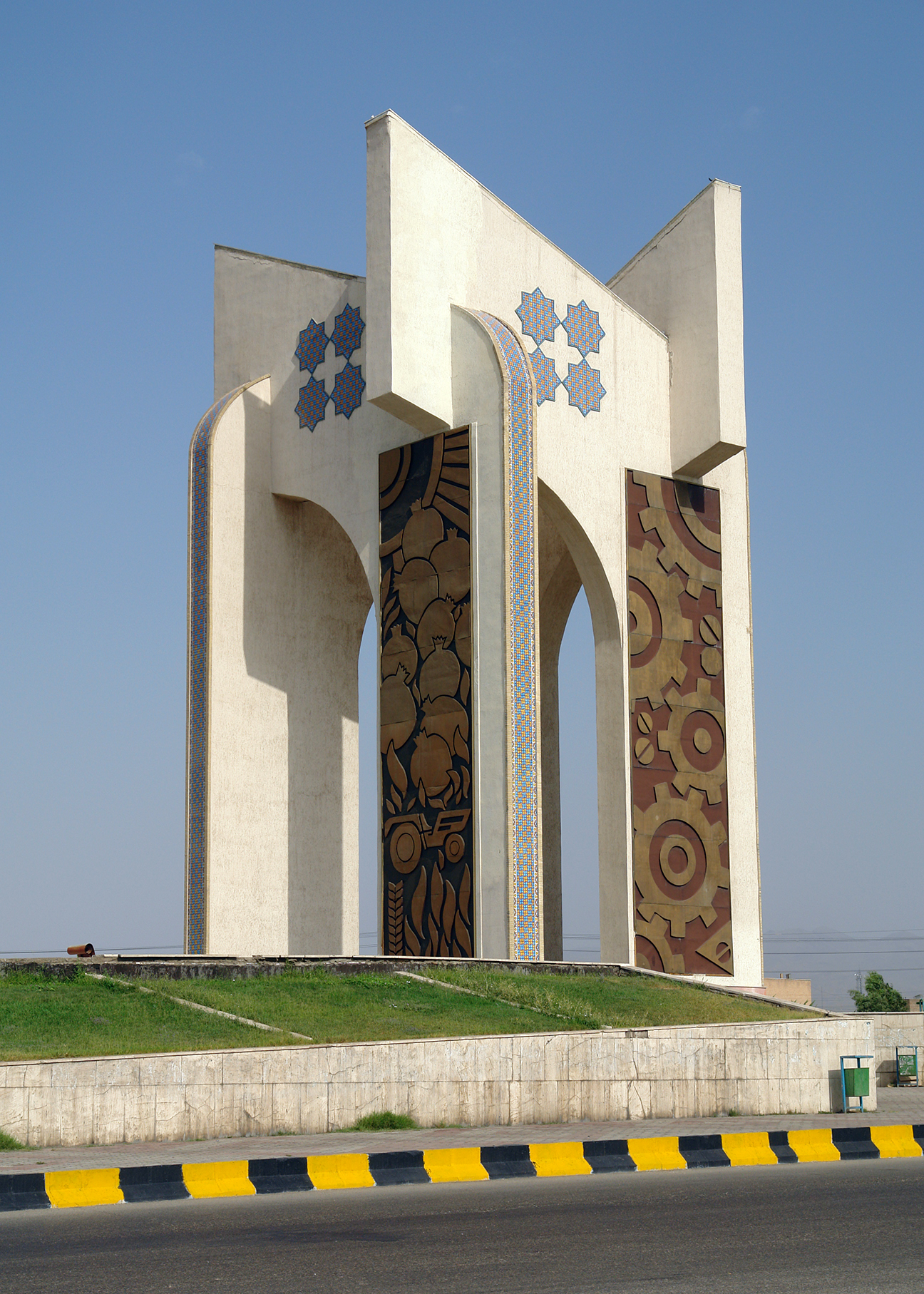
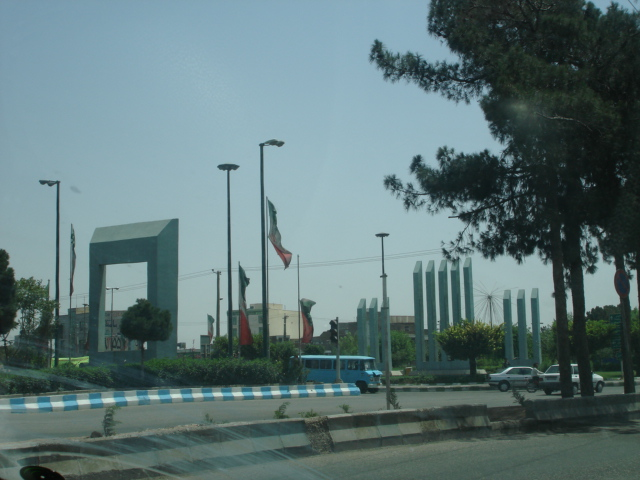
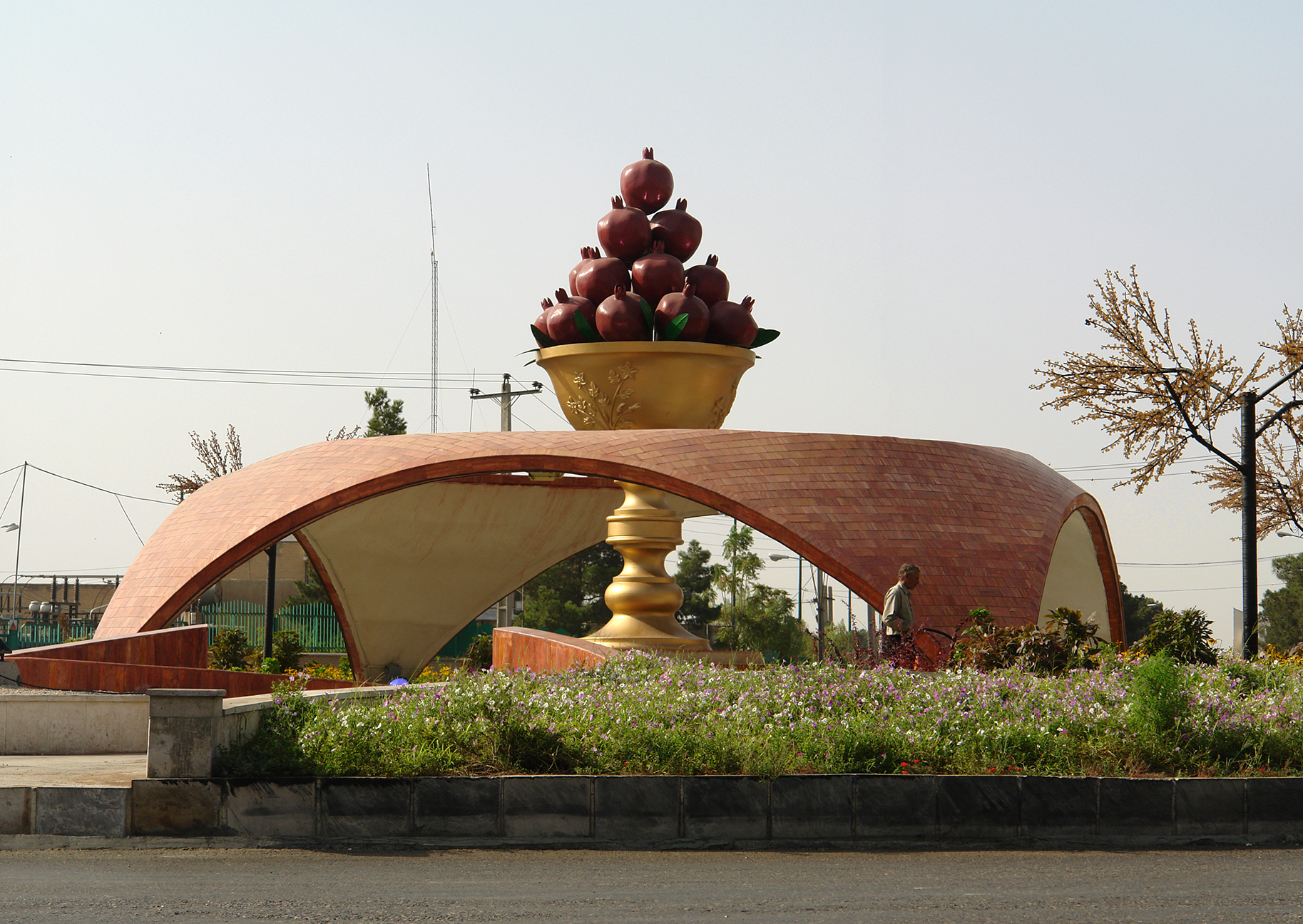

## Legende
Volgens de overlevering kwamen de drie Wijzen uit het oosten uit de stad Saveh. De 13e-eeuwse, Venetiaanse reiziger Marco Polo beweerde dat hij de graven van de drie Wijzen heeft gezien in de stad.